# Émilie (opéra)
Émilie est un opéra de la compositrice finlandaise Kaija Saariaho, sur un livret de l'écrivain Amin Maalouf, dont la première a eu lieu le 1er mars 2010 à l'Opéra de Lyon. L'histoire s'inspire de la femme de sciences française du XVIIIe siècle, Émilie du Châtelet.

## Historique
L'œuvre est une commande de l'Opéra de Lyon, le Barbican Centre de Londres et la Fundaçao Calouste Gulbenkian de Lisbonne. L'idée d'un monodrame pour soprano évolue dans l'esprit de la compositrice depuis une dizaine d'années, en particulier depuis qu'elle a lu un ouvrage sur Emilie du Châtelet. Emilie, troisième opéra de la compositrice, est écrit pour et avec Karita Mattila, soprano finlandaise, le thème porte sur une femme qui attend. La compositrice souhaite travailler avec la chanteuse lorsqu'elle l'entend chanter le rôle de Leonore dans Fidelio de Beethoven. Le livret est écrit avant 2008 et la partition est composée une fois qu'il est achevé, en 2008.
Karita Mattila, soprano finlandaise pour qui l'œuvre a été écrite, interprète le rôle-titre lors de la première, à l'Opéra de Lyon en 2010 lors de la Biennale Musiques en scène, dirigée par Kazushi Ono, dans une mise en scène de François Girard et une dramaturgie de Serge Lamothe, avec l'Orchestre National de Lyon. Les décors sont assurés par François Séguin, la lumière par David Finn, les costumes par Thibault Vancraenenbrœck et la réalisation musicale par Christophe Lebreton.

### Postérité
La production de la création est reprise en 2011 au Het Muziktheater d'Amsterdam, puis en janvier 2013 à Lisbonne au Portugal. Une nouvelle production est donnée en mai-juin 2011 au Spoleto Festival dans une première nationale aux États-Unis sous la direction de John Kennedy avec Elizabeth Futral au Memminger Auditorium de Charleston. L'ouvrage est joué en première new yorkaise durant le Lincoln Center Festival en juillet 2012. La direction est de John Kennedy, la mise en scène est assurée par Marianne Weems, le personnage principal est chanté par Elizabeth Futral. Emilie est représenté à la Casa da Musica de Porto, dirigé par Ernest Martínez Izquierdo avec la soprano française Karen Vourc'h en octobre 2013. La première autrichienne est donnée en 2014 à Salzbourg dirigé par Leo Houssain avec Allison Cook, soprano, et mis en scène par Agnessa Nefjodov. En 2015, une production est représentée en Finlande au Finnish National Opera, dirigé par André de Ridder et mis en scène par Marianne Weems avec la chanteuse Camilla Nylund.
Kaija Saariaho compose en 2011 une suite depuis l'opéra intitulée Emilie Suite d'une durée d'environ vingt-cinq minutes. Elle a été jouée pour la première fois le 30 novembre 2011 à New York sous la direction d'Hannu Lintu et avec la soprano Elizabeth Futral, et en première à Paris le 23 avril 2013 sous la direction de Ernest Martinez Izquierdo avec la soprano Barbara Hannigan. La partition est publiée en 2013 chez Chester Music.

## Description
Émilie est un monodrame de quatre-vingt minutes, composé de neuf scènes. Le livret est écrit en langue française et anglaise, et la partition est prévue pour notamment une voix soprano, un clavecin et un dispositif électronique de modification et spatialisation des sons.
Émilie retrace la vie de la marquise Émilie du Châtelet, mathématicienne, physicienne, traductrice d'Isaac Newton et maîtresse de Voltaire, et la première femme à avoir établi une réputation scientifique internationale, grâce à des écrits sur la science du feu et autres sujets en physique. L'opéra, inspiré des écrits de la marquise, dévoile ses passions humaines et intellectuelles, dans le contexte de la prémonition de sa mort et de la naissance de son enfant.
Deux monodrames connus ont été écrits auparavant, au cours du XXe siècle : Erwartung d'Arnold Schonberg et La Voix humaine de Francis Poulenc, d'une durée respective de trente et quarante-cinq minutes.

### Résumé
L'histoire reprend les derniers jours de la vie d'Émilie du Châtelet, enceinte du poète Saint-Lambert, qui s'apprête à accoucher et craint de ne pas y survivre, avant d'avoir terminé de traduire les Principia d'Isaac Newton. Elle écrit une lettre d'adieu au poète, se remémorant ses nuits de passion avec ses amants, tout en étant interrompu par ses pressentiments de mort prématurée qui l'accablent.

### Orchestration
- flûte, hautbois, clarinette, basson, 2 cors, trompette, trombone, 2 percussionnistes, clavecin, cordes.
- dispositif électronique d'altération du son : ce système permet par exemple de modifier la voix de la soprano et de la descendre dans les graves presque vers le baryton au moment de la scène où le personnage se remémore sa relation avec Voltaire[9].

## Enregistrements
- Saariaho: Émilie, Quatre instants, Terra memoria, Ondine, 2015, avec Karen Vourc'h, l'Orchestre philharmonique de Strasbourg et dirigé par Marko Letonja.